# Okręty podwodne typu Sirène (1900)
Okręty podwodne typu Sirène – francuskie okręty podwodne z początku XX wieku i okresu I wojny światowej. W latach 1900–1902 w stoczni Arsenal de Cherbourg zbudowano cztery okręty tego typu. Jednostki weszły w skład Marine nationale w latach 1901–1902 i służyły do 1919 roku.

## Projekt i budowa
Okręty typu Sirène, zaprojektowane przez inż. Maxime’a Laubeufa, stanowiły rozwinięcie jego poprzedniego projektu, „Narvala” – pierwszego dwukadłubowego okrętu podwodnego na świecie. Oprócz większej wyporności, na okrętach zamontowano ulepszoną siłownię, co zaowocowało skróceniem czasu potrzebnego do zanurzenia jednostki (6-9 minut).
Dwa okręty typu Sirène zamówione zostały 20 maja 1899 roku, a kolejne dwa 1 maja 1900 roku. Wszystkie zbudowane zostały w Arsenale w Cherbourgu. Stępki okrętów położono w 1900 roku, a wodowane zostały w roku 1901. Nazwy okrętów nawiązywały do mitologii („Sirène”, „Triton”) i morskich ryb („Espadon”, „Silure”). Koszt budowy pojedynczego okrętu wyniósł 24 700 £.
| Okręt           | Stocznia             | Początek budowy | Wodowanie            | Ukończenie budowy |
| --------------- | -------------------- | --------------- | -------------------- | ----------------- |
| „Sirène” (Q5)   | Arsenal de Cherbourg | maj 1900        | 4 maja 1901          | grudzień 1901     |
| „Triton” (Q6)   | Arsenal de Cherbourg | czerwiec 1900   | 13 lipca 1901        | grudzień 1901     |
| „Espadon” (Q13) | Arsenal de Cherbourg | 1900            | 7 września 1901      | czerwiec 1902     |
| „Silure” (Q14)  | Arsenal de Cherbourg | 1900            | 29 października 1901 | czerwiec 1902     |

## Dane taktyczno–techniczne
Jednostki typu Sirène były małymi okrętami podwodnymi o konstrukcji dwukadłubowej. Długość całkowita wynosiła 32,5 metra, szerokość 3,9 metra i zanurzenie 2,5 metra. Wyporność w położeniu nawodnym wynosiła 157 ton, a w zanurzeniu 213 ton. Okręty napędzane były na powierzchni przez maszynę parową potrójnego rozprężania systemu Brule o mocy 250 koni mechanicznych (KM), do której parę dostarczał kocioł du Temple. Paliwo stanowił mazut. Napęd podwodny zapewniał silnik elektryczny Hillairet-Huguet o mocy 100 KM. Jednośrubowy układ napędowy pozwalał osiągnąć prędkość 9,75 węzła na powierzchni i 5,8 węzła w zanurzeniu. Zasięg wynosił 600 Mm przy prędkości 8 węzłów w położeniu nawodnym oraz 55 Mm przy prędkości 3,75 węzłów pod wodą. Dopuszczalna głębokość zanurzenia wynosiła 30 metrów.
Okręty wyposażone były w cztery zewnętrzne wyrzutnie torped kalibru 450 mm systemu Drzewieckiego, bez torped zapasowych. Załoga jednego okrętu składała się z 13 oficerów, podoficerów i marynarzy.

## Przebieg służby
Okręty typu Sirène zostały wcielone do służby w Marine nationale w latach 1901-1902. Jednostki otrzymały numery taktyczne Q5-Q6 i Q13-Q14. W okresie I wojny światowej okręty pełniły służbę na wodach kanału La Manche i Atlantyku operując z Cherbourga, a następnie w listopadzie 1919 roku zostały skreślone z listy floty. Zostały sprzedane 12 listopada 1920 roku.